# Stazione di San Martín
La stazione di San Martín (Estación San Martín in spagnolo) è una stazione ferroviaria della linea Mitre situata nell'omonima città della provincia di Buenos Aires.